# مایکروسافت آفیس ۳٫۰
مایکروسافت آفیس ۳٫۰ نسخه مایکروسافت آفیس بود. این دومین نسخه بزرگ برای سیستم عامل مایکروسافت ویندوز و سومین نسخه در مکینتاش بود که پیش از مایکروسافت آفیس ۴٫۰. مایکروسافت با انتشار نسخه ۲ کاملاً در ویندوز، افیس ۳٫۰ را در ۳۰ اوت ۱۹۹۲ منتشر کرد. پیش از این، این مؤلفه‌ها به‌طور جداگانه برای ویندوز توزیع می‌شدند، و با مایکروسافت آفیس بود که آنها به عنوان یک مجموعه کامل اداری ترکیب شدند.

Microsoft_Office_3.0

اجزای اصلی آن شامل ورد 2.0c، اکسل 4.0a، پاورپوینت ۳٫۰ و ایمیل می‌باشد که یک سرویس گیرنده پیام رسانی شبکه است. نسخه‌های مربوط به نیز ب مکینتاش و ورد ۵٫۱ بروزرسانی شدند که برای ویندوز وجود نداشت.